# 349년

## 연호
- 동진(東晉) 영화(永和) 5년
- 후조(後趙) 태녕(太寧) 원년
- 전량(前凉) 건흥(建興) 37년
- 대(代) 건국(建國) 12년

## 기년
- 동진(東晉) 목제(穆帝) 5년
- 신라(新羅) 흘해 이사금(訖解泥師今) 40년
- 고구려(高句麗) 고국원왕(故國原王) 19년
- 백제(百濟) 근초고왕(近肖古王) 4년